# Mistrzostwa Świata Juniorów w Łyżwiarstwie Szybkim 2008
37. Mistrzostwa świata juniorów w łyżwiarstwie szybkim 2008 – zawody sportowe, które odbyły się w dniach 22–24 lutego w chińskim Changchun.

## Tabela medalowa
| Lp. | Kraj              | Złoto | Srebro | Brąz | Razem |
| 1   | Holandia          | 4     | 1      | 2    | 7     |
| 2   | Kanada            | 0     | 1      | 0    | 1     |
| 2   | Niemcy            | 0     | 1      | 0    | 1     |
| 2   | Włochy            | 0     | 1      | 0    | 1     |
| 5   | Chiny             | 0     | 0      | 1    | 1     |
| 5   | Stany Zjednoczone | 0     | 0      | 1    | 1     |

## Medale
| Konkurencja | Złoto                                                                  | Srebro                                                 | Brąz                                                                                |
| Mężczyźni   |                                                                        |                                                        |                                                                                     |
| Wielobój    | Jan Blokhuijsen                                                        | Koen Verweij                                           | Berden de Vries                                                                     |
| Sztafeta    | Holandia Jan Blokhuijsen · Tom Schuit · Koen Verweij · Berden de Vries | Włochy Daniele Berlanda · Marco Cignini · Jan Daldossi | Stany Zjednoczone Laurence Ducker · Brian Hansen · Jonathan Kuck · Trevor Marsicano |
| Kobiety     |                                                                        |                                                        |                                                                                     |
| Wielobój    | Marrit Leenstra                                                        | Justine l'Heureux                                      | Jorieke van der Geest                                                               |
| Sztafeta    | Holandia Jorieke van der Geest · Roxanne van Hemert · Marrit Leenstra  | Niemcy Bente Kraus · Denise Roth · Dominique Thomas    | Chiny Fu Chunyan · Li Haiyang · Huang Baiying                                       |